# Konrad I. von Raabs
Konrad I. von Raabs († um 1143) war Burggraf der mittelalterlichen Burggrafschaft Nürnberg, von ca. 1105 bis ca. 1137 gemeinsam mit seinem älteren Bruder Gottfried II. von Raabs, danach bis zu seinem Tod alleine.

## Leben
Konrad I. entstammte den Grafen von Raabs, einem Adelsgeschlecht von Edelfreien. Er war der Sohn von Gottfried I. von Gosham und Enkel von Ulrich von Gosham, dem Stammvater des Adelshauses, aus dem Gebiet nordwestlich von Melk, in der damals von den Babenbergern regierten Markgrafschaft Österreich. Die Bezeichnung der Grafen wurde ihrem Stammsitz entlehnt, der Burg Raabs bei Raabs an der Thaya (im heutigen Bundesland Niederösterreich).
Im Jahr 1105 gerieten die Nürnberger Burg und die Stadt in die Auseinandersetzung zwischen Kaiser Heinrich IV. und seinem Sohn Heinrich V. und wurden teilweise zerstört. Damit die Burg und die Stadt für die Zukunft besser geschützt werden konnten, ernannte der Kaiser den Grafen Konrad I. und dessen Bruder Gottfried II. zu den Verantwortlichen für die Nürnberger Burg. Sie bekamen die Burghut über die Burggrafenburg verliehen und erhielten den offiziellen Titel Kastellan. Damit wurden beide de facto zu den ersten Burggrafen der Burggrafschaft Nürnberg, wenngleich die entsprechende Bezeichnung burggravius de Norinberg erstmals bei Gottfried III. von Raabs nachweisbar ist.
In der Folgezeit arbeitete Konrad I. vor allem am Ausbau seiner westlich von Nürnberg gelegenen Territorialbasis. Diese brachte ihn u. a. auch in eine Konfliktsituation mit dem Erzbistum Bamberg, in einer bambergischen Quelle wird er in diesem Zusammenhang sogar als Konrad tyrannus bezeichnet. Während dieser Zeit scheint er auch in der Region westlich von Nürnberg residiert zu haben, denn zeitweilig benennt er sich nun nach seiner bei Neustadt a. d. Aisch gelegenen Burg Riedfeld.
Nach dem Tod seines Bruders trat Konrad I. dessen alleiniges Erbe als Herr über die Nürnberger Burggrafenburg an. Sein eigener Nachfolger wurde sein Neffe Gottfried III., der Sohn von Gottfried II.